# Велики Милетинац
Велики Милетинац је насељено место у општини Ђуловац, Бјеловарско-билогорска жупанија, Хрватска.

## Историја
До територијалне реорганизације у Хрватској био је у саставу старе општине Дарувар.

## Становништво
У попису становништва из 2011. године, Велики Милетинац је имао 59 становника.
| Број становника према пописима | Број становника према пописима | Број становника према пописима | Број становника према пописима | Број становника према пописима | Број становника према пописима | Број становника према пописима | Број становника према пописима | Број становника према пописима | Број становника према пописима | Број становника према пописима | Број становника према пописима | Број становника према пописима | Број становника према пописима | Број становника према пописима | Број становника према пописима |
| ------------------------------ | ------------------------------ | ------------------------------ | ------------------------------ | ------------------------------ | ------------------------------ | ------------------------------ | ------------------------------ | ------------------------------ | ------------------------------ | ------------------------------ | ------------------------------ | ------------------------------ | ------------------------------ | ------------------------------ | ------------------------------ |
| 1857                           | 1869                           | 1880                           | 1890                           | 1900                           | 1910                           | 1921                           | 1931                           | 1948                           | 1953                           | 1961                           | 1971                           | 1981                           | 1991                           | 2001                           | 2011                           |
| 0                              | 0                              | 0                              | 0                              | 0                              | 226                            | 257                            | 319                            | 214                            | 211                            | 183                            | 151                            | 84                             | 99                             | 57                             | 59                             |

Напомена: Као насеље се води од 1910. До 1921. исказивано као део насеља.

### Попис1991.
У попису становништва из 1991. године, Велики Милетинац је имало 99 становника, следећег националног састава:
| Попис 1991.‍  | Попис 1991.‍  | Попис 1991.‍ | Попис 1991.‍ | Попис 1991.‍ |
| ------------ | ------------ | ----------- | ----------- | ----------- |
|              |              |             |             |             |
| Хрвати       | Хрвати       |             | 55          | 55,55%      |
| Мађари       | Мађари       |             | 17          | 17,17%      |
| Југословени  | Југословени  |             | 6           | 6,06%       |
| Срби         | Срби         |             | 5           | 5,05%       |
| Чеси         | Чеси         |             | 3           | 3,03%       |
| Немци        | Немци        |             | 2           | 2,02%       |
| неопредељени | неопредељени |             | 11          | 11,11%      |
| укупно: 99   |              |             |             |             |

### Попис1910.
| Велики Милетинац | Велики Милетинац |
| --- | --- |
| језик | вера |
| укупно: 226 Немачки 98 (43,36%) Мађарски 48 (21,23%) Чешки 41 (18,14%) Словеначки 30 (13,27%) Хрватски 5 (2,21%) Српски 4 (1,76%) | <div style="border:solid transparent;position:absolute;width:100px;line-height:0;<div style="border:solid transparent;position:absolute;width:100px;line-height:0; укупно: 226 Римокатолици 144 (63,71%) Лутерани 58 (25,66%) Kalvinisti 20 (8,84%) Православци 4 (1,76%) - (-%) |